# Hasequi sultana

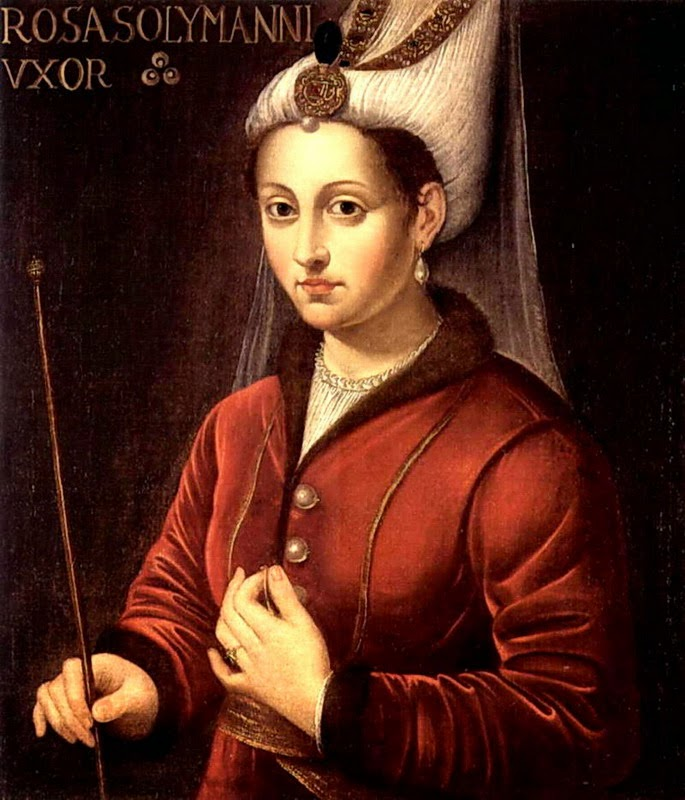
Roxelana, a principal consorte de Solimão, o Magnífico

Hasequi sultana (em turco otomano: خاصکى سلطان; romaniz.: Ḫāṣekī Sulṭān) era o título imperial dado à principal consorte de um sultão otomano. Hasequi sultana significava "consorte chefe" ou "única favorita" do sultão. Em anos posteriores, o significado do título mudou para "consorte imperial". Roxelana, a principal consorte de Solimão, o Magnífico, foi a primeira detentora deste título honorífico.